# Georg Reichwein
Georg Reichwein (* 17. Mai 1886 in Dorndorf; † 3. August 1928 in Frankfurt am Main) war ein deutscher Erziehungswissenschaftler.
Reichwein legte in Hadamar sein Abitur ab und studierte Romanistik, Germanistik, Geschichte, Philosophie in Würzburg, München, Berlin, Münster und Halle (Saale). Dort promovierte er 1910 bei Ernst Meumann und legte 1911 das I. Staatsexamen ab. Dann unterrichtete er in verschiedenen Schulen, bis er 1914 freiwillig in den Ersten Weltkrieg zog. Nach vier Wochen schied er schwerverwundet aus. Von 1916 bis 1927 unterrichtete er in Wiesbaden. Ab dem 1. April 1927 lehrte er als Dozent und Professor für Geschichte und Staatsbürgerkunde an der Pädagogischen Akademie Frankfurt am Main, starb aber bereits 1928 an den Folgen der Kriegsverwundung. Sein Nachfolger wurde der maßgebliche NS-Pädagoge Ernst Krieck.
Reichwein schrieb bereits als Studienassessor 1919 in der Verbandszeitschrift Vergangenheit und Gegenwart einen Aufsatz zu grundsätzlichen geschichtsdidaktischen Problemen und zur Politischen Bildung. Er befasste sich kritisch mit der Erziehungstheorie des Philosophen Eberhard Grisebach über die Grenzen der Erziehung (1924), stimmte ihm aber zu, dass es für den Staat Grenzen geben müsse. Er entwickelte eine eigene Bildungs- und „Theorie der Schule“. In seinem Aufsatz von 1925 benutzte er als erster Reformpädagoge der Weimarer Zeit diesen Begriff, um den Zusammenhang der Institution mit der umgebenden Gesellschaft zu erfassen und erstmals zum Programm der Geisteswissenschaftlichen Pädagogik zu machen. Bisher wurde Schule nur als Ort pädagogischer Beziehungen gedacht. Ähnliche Intentionen finden sich auch bei Julius Gebhard (1923), der völkisch denkende Krieck-Schüler Philipp Hördt legte den ersten Buchtitel vor (Theorie der Schule, Frankfurt/M. 1933). Doch fehlten diesem Zugang klare sozialwissenschaftliche Kriterien und Methoden. Erst in den 1960er Jahren wurden diese Ansätze fortgeführt, z. B. durch Wolfgang Kramp, Studien zur Theorie der Schule (1973). Helmut Fends mehrbändige Theorie der Schule ist heute das Standardwerk.
Es besteht keine Verwandtschaft mit dem Pädagogen und Kulturpolitiker Adolf Reichwein.

## Schriften
- Die neueren Untersuchungen über Psychologie des Denkens nach Aufgabestellung, Methode und Resultaten übersichtlich dargestellt und kritisch beurteilt, Halle 1910 [=Dissertation].
- Prolegomena zur Neugestaltung des Geschichtslehrplans, in: Vergangenheit und Gegenwart 1919, 9. Jg., S. 49ff.
- Zum Problem der politischen Bildung, in: Vergangenheit und Gegenwart 1924, 14. Jg., S. 129–139.
- Grundlinien einer Theorie der Schule. Die Schule als Methode und die Methode in der Schule (1925), Stalling, Oldenburg 1951.
- Kritische Umrisse einer geisteswissenschaftlichen Bildungstheorie, hrsg. von Gottfried Hausmann, Klinkhardt, Bad Heilbrunn/Obb. 1963 (mit Bibliographie G. Reichwein u. Literaturverz. S. 104–106. Zuerst veröff. in: Die Erziehung. Jg. 1. 1926).
- Kritische oder skeptische Pädagogik?, in: Die Erziehung, Jg. 2, Heft 4, 1927 (Replik auf einen Aufsatz von Eberhard Grisebach: Möglichkeit und Begründung der Ethik, in: Die Erziehung, Jg. 1 (1926)).